# Trogulus uncinatus
Trogulus uncinatus is een hooiwagen uit de familie kaphooiwagens (Trogulidae).